# Música nas Tulherias (Manet)
A Música nas Tulherias é uma pintura a óleo sobre tela do pintor francês Édouard Manet tornada pública em 1862. É geralmente considerado o primeiro exemplo de obra impressionista na história da arte.
A pintura de uma reunião social nos Jardins das Tulherias em Paris, tratando-se de um dos primeiros quadros de Manet, foi também o seu primeiro grande quadro a representar a vida citadina moderna. Uma banda musical está a tocar, embora não se vejam quaisquer músicos, tendo à volta uma multidão elegante a assistir.

## Descrição
O mundo requintado da alta sociedade em que Manet se movimentava, típico de Paris do final do século XIX, está bem representado neste quadro que retrata um concerto ao ar livre no Jardim das Tulherias. O Palácio das Tulherias ainda existia então, albergando a corte de Napoleão III, e três dias por semana os seus jardins eram abertos ao público que podia ouvir música.
O artista teve o gosto de pintar um certo número de pessoas que lhe eram próximas. Pode identificar-se o próprio autor, Manet, de barba e com cartola, como o primeiro do lado esquerdo da composição. Imediatamente a seguir, também de pé, está o conde Albert de Balleroy, pintor que partilhou o seu estúdio com Manet em 1856. Depois, sentado e falando com um mulher com lenço amarelo, está o escultor, poeta e crítico Zacharie Astruc (1833–1907). A seguir, em primeiro plano, estão duas senhoras com vestidos creme. A primeira é a Sra. Lejosne, graças a quem Manet conheceu Baudelaire, e depois Sra. Offenbach, esposa de Jacques Offenbach. Atrás da Sra. Lejosne, junto a um tronco, estão da esquerda para a direita, de frente o pintor Henri Fantin-Latour (1836-1904), o poeta Charles Baudelaire (1821-1867), cujo retrato é uma simples silhueta, e Théophile Gautier (1811-1872). Quase ao centro, ligeiramente para a direita, de pé e de perfil, levemente inclinado para a esquerda conversando com alguém sentado, com casaca preta e calças claras, está o irmão do autor, Eugène Manet (1833-1892). Para a direita desde último, sentado mesmo em frente de um tronco, está o compositor musical Jacques Offenbach (1819-1880).
Enquanto que alguns consideram a pintura como inacabada, a atmosfera sugerida transmite o que os jardins das Tulherias eram na época, podendo-se imaginar a música e o encontro entre a alta sociedade.

## Estilo
Manet pintou um grupo heterogéneo com manchas de cor. O uso desta técnica escandalizou os contemporâneos. De fato, este quadro supõe a ruptura clara pelo pintor com o seu período realista e gerou algum escândalo quando  foi exibido em 1863 na galeria de Louis-Martinet, já que mostrava a sociedade do seu tempo e não um passado mais ou menos mítico, representando com precisão as roupas e penteados da época. A crítica também acusou Manet de trabalhar apenas esboços e "arranha os olhos tal como a música das feiras faz sangrar os ouvidos".
Música nas Tulherias, ainda mais do que Almoço na Relva, parece ser o primeiro verdadeiro manifesto do movimento impressionista e um dos primeiros sinais do interesse da pintura pela vida urbana moderna, o que neste aspecto foi seguido em particular por Daumier e Degas.

## História
A obra foi apresentada ao público em 1863, tendo sido vendida por Manet ao cantor de ópera e colecionador Jean-Baptiste Faure em 1883.  Foi vendida ao negociante de arte Durand-Ruel em 1898, e depois ao marchand e colecionador irlandês Sir Hugh Percy Lane em 1903. Após a morte deste, no naufrágio do RMS Lusitania em 1915, a pintura acabou no Dublin City Gallery (actualmente conhecido como The Hugh Lane). Em 1917 um tribunal decidiu que o testamento de Lane atribuía a obra à National Gallery de Londres. Após a intervenção do Governo da Irlanda, os dois museus chegaram a um compromisso, em 1959, concordando em partilhar as pinturas da herança de Lane, pelo que a pintura é cedida e exibida em Dublin de cinco em cinco anos. O acordo foi revisto em 1993 de modo que 31 das 39 pinturas permanecem na Irlanda, e quatro das restantes oito são emprestadas a Dublin por 6 anos de cada vez.

## Leituras adicionais
- P. F. R. Carrassat, Maestros de la pintura, Spes Editorial, S.L., 2005. ISBN 84-8332-597-7